# Pedernales (Venezuela)
Pedernales ist Hauptsitz des Bezirks (Municipio)  Pedernales, im Bundesstaat Delta Amacuro, Venezuela. Das Dorf liegt am Pedernales-Kanal, Teil des Orinoco-Deltas, nicht weit vom Atlantischen Ozean.

## Geschichte
Pedernales wurde im Jahre 1858 gegründet. Es war Hauptstadt des Bundesstaates Delta Amacuro von 1884 bis 1888, als es von Tucupita ersetzt wurde.
Die Standard Oil Company begann mit der ersten Erdölförderung in der Region im Jahre 1931. Ausländische Unternehmen haben das Erdöl bis 1964 gefördert. Da das Erdöl der Region viel Schwefel enthält, wurde die Förderung dann aufgegeben. Die venezolanische Erdölgesellschaft PDVSA begann 1980 erneut die Region für Erdölgewinnung zu untersuchen.

## Wirtschaft und Verkehr
Pedernales befindet sich auf einer der vielen Inseln des Orinoco-Deltas und ist nicht mit dem Auto zugänglich. Das Dorf hat einen Hafen und einen kleinen Flughafen.
In der Umgebung wird Erdöl gefördert. Die Bevölkerung lebt von der Ölförderung und der Fischerei.
Pedernales hat vier Schulen.